# Karl Eschweiler
Karl Eschweiler (ur. 5 września 1886 w Euskirchen, zm. 30 września 1936 w Berlinie) – niemiecki teolog katolicki i filozof religii.

## Życiorys
Karl Eschweiler urodził się 5 września 1886 roku w Euskirchen w Nadrenii Północnej-Westfalii w rodzinie Josefa i Anny Marii z domu Diefethal. Po uzyskaniu matury w 1906 roku rozpoczął studia filozoficzno-teologiczne w Bonn i w Monachium. W 1909 uzyskał stopień doktora filozofii na podstawie pracy o filozofii religii św. Augustyna napisanej pod kierunkiem profesora Georga von Hertlinga. Po ukończeniu studiów teologicznych (1910) i po przyjęciu święceń kapłańskich (1911) rozpoczął posługę duszpasterską w arcybiskupstwie Kolonii. Podczas I wojny światowej był kapelanem dywizji na froncie zachodnim. 21 czerwca 1921 obronił doktorat z wyróżnieniem (summa cum laude) na Uniwersytecie w Bonn. Już w następnym roku uzyskał habilitację. W latach 1922–1928 wykładał jako privatdozent w Bonn, a następnie został powołany na stanowisko profesora dogmatyki w Państwowej Akademii w Braniewie w Prusach Wschodnich. Zyskał opinię eksperta w zakresie historii filozofii okresu od soboru trydenckiego do I soboru watykańskiego. Jego dzieło „Die zwei Wege der neueren Theologie” (Dwie drogi nowszej teologii), wydane w 1926, spotkało się z ostrą krytyką.
Po dojściu Hitlera do władzy w 1933 roku wstąpił do NSDAP. Również jego poglądy teologiczne uległy ostrej ideologizacji, przez co popadł w konflikt z otoczeniem akademickim i kościelnym. Jednak jego osobista przyjaźń z ideologiem nazistowskim Carlem Schmittem pozwoliła mu jednak zachować stanowisko.
Ostatnie tygodnie życia spędził w Berlinie. Zmarł wieczorem 30 września 1936 w szpitalu św. Jadwigi (Hedwigskrankenhaus) w Berlinie, niespełna miesiąc po pięćdziesiątych urodzinach. Pochowany został, według swego życzenia, w mieście urodzenia – w grobie rodzinnym na cmentarzu w Euskirchen, w dniu 6 października 1936.

## Dzieła
- Die ästhetischen Elemente in der Religionsphilosophie des hl. Augustin, Euskirchen 1909. Digitale Edition, hg. und mit einem Nachwort versehen von Thomas Marschler (2011): Digital Edition
- 'Religion und Metaphysik', in: Hochland 19 (1921) 303-313
- Die katholische Theologie im Zeitalter des deutschen Idealismus. Die Bonner theologischen Qualifikationsschriften von 1921/22. Aus dem Nachlaß herausgegeben und mit einer Einleitung versehen von Thomas Marschler. Münster: Monsenstein und Vannerdat 2010. LXXII + 302 S., 19.50 Euro. ISBN 978-3-86991-180-9.
- Die Herkunft des industriellen Menschen, in: Hochland 22 (1925) 378-398
- Die zwei Wege der neueren katholischen Theologie. Georg Hermes - Matthias Joseph Scheeben, Augsburg 1926. Digital Edition
- 'Eine neue Kontroverse über das Verhältnis von Glauben und Wissen', in: Bonner Zeitschrift für Theologie und Seelsorge 3 (1926) 260-276;
- Eine neue Kontroverse (II), in: Bonner Zeitschrift für Theologie und Seelsorge 4 (1927) 155-160;
- Die Philosophie der spanischen Spätscholastik auf den deutschen Universitäten des siebzehnten Jahrhunderts, in: Spanische Forschungen der Görres-Gesellschaft I, Aschendorff, Münster 1928, 251-325. Online-Ressource: http://www.fgbueno.es/ger/ke1928a.htm
- Johann Adam Möhlers Kirchenbegriff, Braunsberg in Pr. 1930
- Die Kirche im neuen Reich, in: Deutsches Volkstum 15/1 (1933) 451-458.